# Комедия (театр, Нижний Новгород)
Нижегородский театр «Комедія» — один из театров Нижнего Новгорода. Основан в 1947 году. Расположен в Нижегородском районе Нижнего Новгорода. Вместимость основного зала составляет 460 зрительских мест.

## История
23 апреля 1942 года был основан театр эстрады и миниатюры «Снайпер». Первоначально «Снайпер» располагался в здании Горьковской филармонии на улице Свердлова (ныне — Большая Покровская). Возглавили театр К. Нужин и С. Тарасов.
31 июля 1946 года приказом Комитета по делам искусств при Совете Министров СССР театр «Снайпер» был преобразован в Горьковский театр комедии. Первый театральный сезон был открыт 16 февраля 1947 года пьесой «Приезжайте в Звонковое» Александра Корнейчука. Основателями нового театра стали актёры, супруги Анатолий Любанский и Юлия Даминская.
В 1957 году театр получает собственное здание — бывшее здание Крестьянского банка на улице Маяковского (ныне — Рождественская).
В 1983—2009 годах главным режиссёром театра был Семён Лерман, народный артист РСФСР. Под его руководством были поставлены спектакли «Дорога цветов» Валентина Катаева и «Хапунъ» Виктора Ольшанского, которые позже были удостоены премии Нижнего Новгорода. Сам же Лерман в 2009 году был удостоен премии «Золотая маска» (номинация «За честь и достоинство»).
В 2000 году театр получил новое здание на улице Грузинской, где ранее располагался театр юных зрителей. Первым спектаклем стала постановка по пьесе Шекспира «Сон в летнюю ночь». В 2015 была открыта малая сцена, на которой проводятся детские представления.

## Гастроли
Театр «Комедія» начинает самостоятельно гастролировать с 2000-х годов. Постановки театра были представлены на фестивале современной пьесы «Новая Драма» (Москва, 2003), фестивале современной драматургии им. А. Вампилова (2003, Иркутск), фестивале камерных спектаклей «Ламбушка» (2005, Петрозаводск). Также гастроли театра проходили в Севастополе, Самаре, Чебоксарах, Кирове, Таганроге, Сочи и Санкт-Петербурге. На своей сцене театр «Комедія» принимал с гастролями Московский театр Олега Табакова, театр «Мастерская П. Н. Фоменко», «Сатирикон» и другие.